# 最強
| ウィキペディアには「最強」という見出しの百科事典記事はありません（タイトルに「最強」を含むページの一覧/「最強」で始まるページの一覧）。 代わりにウィクショナリーのページ「最強」が役に立つかもしれません。 |